# Maulichères
Maulichères är en kommun i departementet Gers i regionen Occitanien i sydvästra Frankrike. Kommunen ligger i kantonen Riscle som tillhör arrondissementet Mirande. År 2022 hade Maulichères 157 invånare.

## Befolkningsutveckling
Antalet invånare i kommunen Maulichères
Referens:INSEE